# ميخائيل فريمان
ميخائيل فريمان (بالإنجليزية: Michael Freeman)‏ هو لاعب شطرنج نيوزلندي، ولد في 9 ديسمبر 1960 في المملكة المتحدة.

## وصلات خارجية
- ميخائيل فريمان على موقع الاتحاد الدولي للشطرنج (الإنجليزية)
- ميخائيل فريمان على موقع مباريات الشطرنج (الإنجليزية)
- ميخائيل فريمان على موقع 365Chess.com (الإنجليزية)
- ميخائيل فريمان على موقع Chesstempo.com (الإنجليزية)
- ميخائيل فريمان على موقع اتحاد المراسلات الدولية للشطرنج (الإنجليزية)
- ميخائيل فريمان سجل أولمبياد الشطرنج على موقع OlimpBase.org (الإنجليزية)